# Castelo Mains

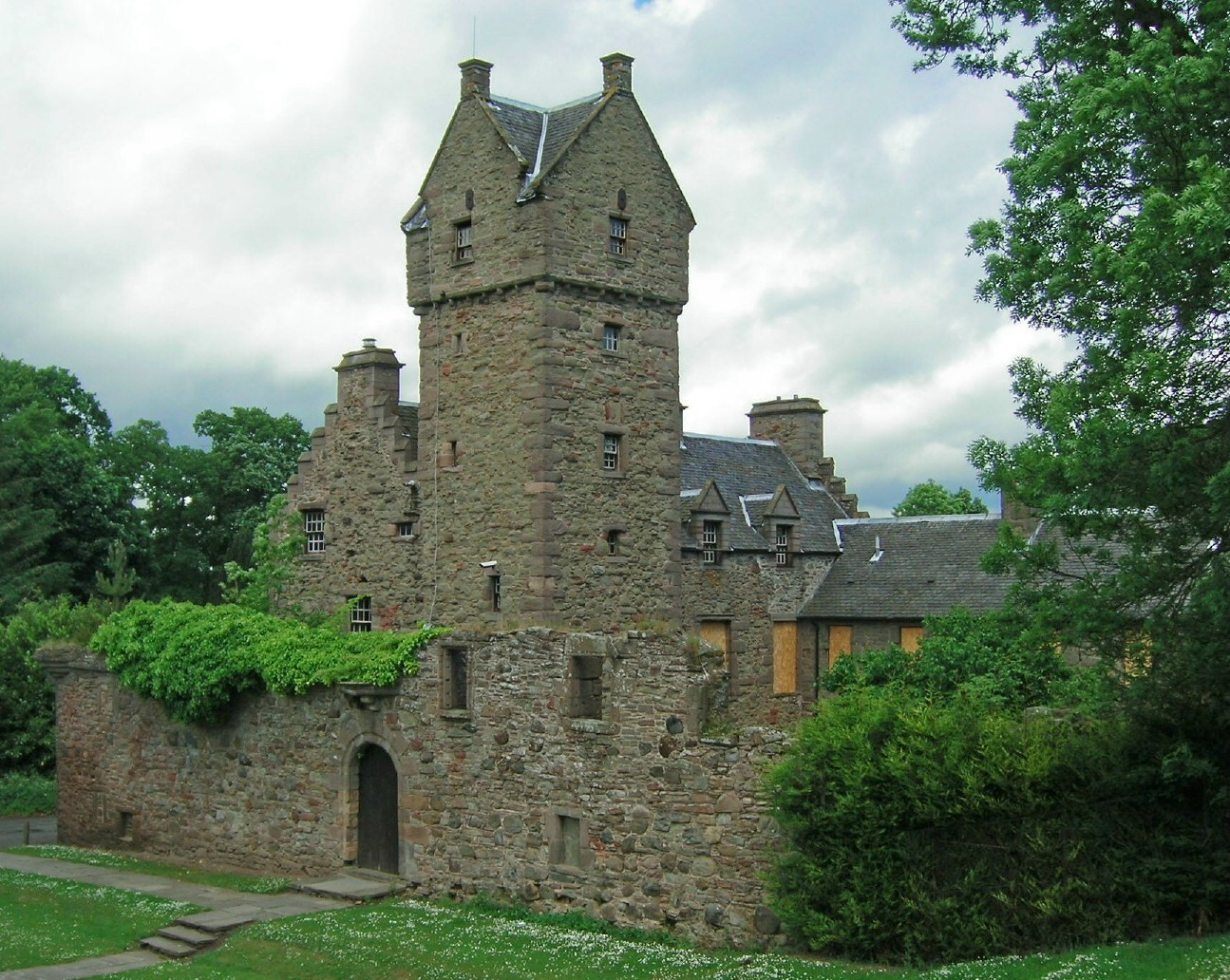
Castelo Mains, Escócia.

O Castelo Mains (originalmente Fintry Castle) (em inglês:  Mains Castle) é um castelo do século XV localizado em Dundee, Escócia.

## História
Inicialmente foi uma casa de caça por volta de 1460, sendo a grande parte construída em 1562. Origem da família Graham de Fintry, sendo abandonada em favor da Linlathen House em meados do século XVIII.
Encontra-se classificado na categoria "A" do "listed building" desde 12 de julho de 1963.